# Koos Jeroen Kers
Koos Jeroen Kers (né le 11 octobre 1986 à Amstelveen) est un coureur cycliste néerlandais. Il a notamment remporté une étape du Tour d'Iran - Azerbaïdjan en 2017. 

## Palmarès et résultats

### Palmarès par année
- 2008
  - 3e du Ronde van Oud-Vossemeer
- 2011
  - 3e du Ronde van Oud-Vossemeer
- 2012
  -  Champion des Pays-Bas des élites sans contrat
  - 2e du Ronde van Oud-Vossemeer
  - 3e du Tour de Fuzhou
- 2013
  - 3e du Tour de Fuzhou
- 2015
  - 3e du Circuit de Campine
- 2017
  - 1re étape du Tour d'Iran - Azerbaïdjan
  - 2e du Tour d'Okinawa
- 2018
  - 3e de la Rutland-Melton International Cicle Classic
- 2024
  - 3e du Tour d'Albanie

### Classements mondiaux
| Année           | 2011 | 2012 | 2013 | 2014 | 2015 | 2016 | 2017   |
| --------------- | ---- | ---- | ---- | ---- | ---- | ---- | ------ |
| UCI Africa Tour | 147e |      | 108e |      |      |      |        |
| UCI Asia Tour   |      | 169e | 148e |      | 238e |      | 295e   |
| UCI Europe Tour |      |      |      |      |      |      | 1 708e |